# Теорема про зміну імпульсу системи
Теорема про зміну імпульсу (кількості руху) системи — одна із загальних теорем динаміки, наслідок законів Ньютона. Зв'язує кількість руху з імпульсом зовнішніх сил, що діють на тіла, які складають систему. Системою, про яку йдеться в теоремі, може виступати будь-яка механічна система, що складається з будь-яких тіл.

## Формулювання теореми
Кількістю руху (імпульсом) механічної системи називають величину, рівну сумі кількостей руху (імпульсів) усіх тіл, що входять у систему. Імпульс зовнішніх сил, що діють на тіла системи, це сума імпульсів усіх зовнішніх сил, що діють на тіла системи. Теорема про зміну кількості руху системи стверджує:
Теорема допускає узагальнення в разі неінерційних систем відліку. У цьому випадку до зовнішніх сил необхідно додавати переносні та коріолісові сили інерції.

## Доведення
Нехай система складається з {\displaystyle N} матеріальних точок з масами {\displaystyle m_{i}} та прискореннями {\displaystyle {\vec {a}}_{i}}. Усі сили, що діють на тіла системи, розділимо на два види:
- Зовнішні сили — сили, що діють з боку тіл, які не входять до системи, що розглядається. Рівнодійну зовнішніх сил, що діють на матеріальну точку з номером {\displaystyle i}, позначимо {\displaystyle {\vec {F}}_{i}}.
- Внутрішні сили — це сили, з якими взаємодіють одне з одним тіла самої системи. Силу, з якою на точку з номером {\displaystyle i} діє точка з номером {\displaystyle k} будемо позначати {\displaystyle {\vec {f}}_{i,k}}, а силу дії {\displaystyle i}-ої точки на {\displaystyle k}-ту точку — {\displaystyle {\vec {f}}_{k,i}}. Очевидно, що якщо {\displaystyle i=k}, то {\displaystyle {\vec {f}}_{i,k}=0.}

Використовуючи введені позначення, запишемо другий закон Ньютона для кожної з матеріальних точок, що розглядаються, у вигляді
{\displaystyle m_{i}{\vec {a}}_{i}={\vec {F}}_{i}+\sum \limits _{k}{\vec {f}}_{i,k}.}
Враховуючи, що {\displaystyle m_{i}{\vec {a}}_{i}=m_{i}{\frac {d{\vec {v}}_{i}}{dt}}={\frac {d(m_{i}{\vec {v}}_{i})}{dt}}}, і підсумовуючи всі рівняння другого закону Ньютона, отримуємо:
{\displaystyle \sum \limits _{i}{\frac {d(m_{i}{\vec {v}}_{i})}{dt}}=\sum \limits _{i}{\vec {F}}_{i}+\sum \limits _{i}\sum \limits _{k}{\vec {f}}_{i,k}.}
Вираз {\displaystyle \sum \limits _{i}\sum \limits _{k}{\vec {f}}_{i,k}} є сумою всіх внутрішніх сил, що діють у системі. За третім законом Ньютона в цій сумі кожній силі {\displaystyle {\vec {f}}_{i,k}} відповідає сила {\displaystyle {\vec {f}}_{k,i}} така, що {\displaystyle {\vec {f}}_{i,k}=-{\vec {f}}_{k,i}} і, отже, виконується {\displaystyle {\vec {f}}_{i,k}+{\vec {f}}_{k,i}=0.} Оскільки вся сума складається з таких пар, то сама сума дорівнює нулю. Таким чином, можна записати
{\displaystyle \sum \limits _{i}{\frac {d(m_{i}{\vec {v}}_{i})}{dt}}=\sum \limits _{i}{\vec {F}}_{i}.}
Використовуючи для кількості руху системи {\displaystyle \sum \limits _{i}m_{i}{\vec {v}}_{i}} позначення {\displaystyle {\vec {P}}}, отримаємо
{\displaystyle {\frac {d{\vec {P}}}{dt}}=\sum \limits _{i}{\vec {F}}_{i}.}
Увівши зміну імпульсу зовнішніх сил {\displaystyle d{\vec {R}}=\sum \limits _{i}{\vec {F}}_{i}dt}, отримаємо вираз теореми про зміну кількості руху системи в диференціальній формі:
{\displaystyle d{\vec {P}}=d{\vec {R}}.}
Таким чином, кожне з останніх отриманих рівнянь дозволяє стверджувати: зміна кількості руху системи відбувається тільки внаслідок дії зовнішніх сил, а внутрішні сили ніяк вплинути на цю величину не можуть.
Проінтегрувавши обидві частини отриманої рівності за довільно взятим проміжком часу між деякими {\displaystyle t_{1}} і {\displaystyle t_{2}}, отримаємо вираз теореми про зміну кількості руху системи в інтегральній формі:
{\displaystyle {\vec {P}}_{2}-{\vec {P}}_{1}={\vec {R}}(t_{2},t_{1}),}
де {\displaystyle {\vec {P}}_{1}} і {\displaystyle {\vec {P}}_{2}} — значення кількості руху системи в моменти часу {\displaystyle t_{1}} і {\displaystyle t_{2}} відповідно, а {\displaystyle {\vec {R}}(t_{2},t_{1})} — імпульс зовнішніх сил за проміжок часу {\displaystyle t_{2}-t_{1}}. Відповідно до сказаного раніше та введених позначень, виконується
{\displaystyle {\vec {R}}(t_{2},t_{1})=\sum \limits _{i}\int \limits _{t_{1}}^{t_{2}}{\vec {F}}_{i}(t)dt.}

## Закон збереження кількості руху системи
З теореми про зміну кількості руху системи випливає, що за відсутності зовнішніх сил (замкнута система), а також за рівності суми всіх зовнішніх сил нулю виконується {\displaystyle d{\vec {P}}=0} і {\displaystyle {\vec {P}}_{2}-{\vec {P}}_{1}=0}. Інакше кажучи, справедливе співвідношення
{\displaystyle {\vec {P}}=const.}
Отже, маємо висновок:
Це твердження становить зміст закону збереження кількості руху системи.
Можливі випадки, коли сума зовнішніх сил нулю не дорівнює, але дорівнює нулю її проєкція на напрям. Тоді дорівнює нулю і зміна проєкції кількості руху системи на цей напрямок, тобто, як кажуть, зберігається кількість руху в цьому напрямку.

## Випадок системи з ідеальними стаціонарними зв'язками
У тих випадках, коли предметом вивчення є лише рух системи, а реакції зв'язків не цікаві, користуються формулюванням теореми для системи з ідеальними стаціонарними зв'язками, яке виводиться з урахуванням принципу д'Аламбера — Лагранжа. Теорема про зміну кількості руху системи з ідеальними стаціонарними зв'язками стверджує:
«Активні» стосовно сил (нижче у формулах їх позначено символом {\displaystyle ^{a}}) означає «ті, що не є реакціями зв'язків».
Дійсно, за умовою, в будь-який момент усі точки системи допускають зміщення на {\displaystyle \delta x} паралельно до нерухомої осі {\displaystyle x}. Замінюючи в загальному рівнянні динаміки {\displaystyle \delta {\vec {r}}_{k}} на {\displaystyle {\vec {i}}\delta x}, отримуємо:
{\displaystyle (\sum m_{k}{\vec {w}}_{k}){\vec {i}}\delta x=(\sum {\vec {F}}_{k}){\vec {i}}\delta x}
або
{\displaystyle {\frac {d}{dt}}(\sum m_{k}{\vec {v}}_{k}){\vec {i}}=(\sum {\vec {F}}_{k}){\vec {i}}}
або
{\displaystyle {\frac {d{\vec {P}}}{dt}}{\vec {i}}=(\sum {\vec {F}}_{k}^{a}){\vec {i}}}
остаточно знаходимо:
{\displaystyle {\frac {d{\vec {P}}}{dt}}=\sum {\vec {F}}_{kx}^{ea}}
У передостанньому рівнянні до суми активних сил {\displaystyle {\vec {F}}_{k}^{a}} включено зовнішні активні та внутрішні активні сили. Однак геометрична сума внутрішніх активних сил, як попарно рівних та протилежних, дорівнює нулю, тому в остаточному рівнянні представлено лише зовнішні (введено додатковий значок {\displaystyle ^{e}} від англ. external) активні сили.

## Історія
Про закон збереження кількості руху Ісаак Ньютон у своїй знаменитій праці «Математичні начала натуральної філософії», виданій 1687 року, писав: «Кількість руху, одержувана беручи суму кількостей руху, коли вони здійснюються в один бік, і різницю, коли вони відбуваються в боки протилежні, не змінюється від взаємодії тіл між собою». Коментатор, у зв'язку з цим формулюванням, зазначає, що, хоча в ньому розглянуто лише випадок руху тіл уздовж однієї прямої, І. Ньютон, як показують його інші висловлювання в тій самій книзі, у своїх поглядах цим окремим випадком не обмежувався.